# Andreas Faulhaber
Andreas Faulhaber (ur. 21 maja 1713 w Kłodzku, zm. 30 grudnia 1757 tamże) – duchowny katolicki, jezuita.

## Życiorys

### Młodość i edukacja
Pochodził z kłodzkiej rodziny mieszczańskiej. Jego starszy brat Augustyn pobierał nauki teologiczne na Uniwersytecie Karola w Pradze, a następnie został księdzem w Kłodzku. Andreas zaś przeznaczony był z woli ojca do przejęcia warsztatu wieżowych zegarów mechanicznych, który mieścił się przy ul. Czeskiej. Ukończył gimnazjum i przez 14 lat pracował jako nauczyciel domowy, zbierając fundusze na dalszą edukację i tak 29 września 1750 otrzymał święcenia kapłańskie.

### Praca duszpasterska
Pracował następnie przez 7 lat w różnych parafiach na terenie hrabstwa kłodzkiego m.in. w Lądku Zdroju, Dusznikach Zdroju i Kłodzku, gdzie był nauczycielem w miejscowym gimnazjum jezuickim.
W tym czasie spora cześć ludności ziemi kłodzkiej była pochodzenia słowiańskiego ksiądz Faulhaber nauczył się języka czeskiego i polskiego, aby móc się z nimi porozumieć. W międzyczasie zajmował się malarstwem i rzeźbiarstwem. Napisał też książeczkę poświęconą Arnosztowi z Pardubic.
Na okres jego działalności duszpasterskiej przypadła III wojna śląska. Z wojska pruskiego uciekało wielu żołnierzy, a księżom katolickim zakazano udzielania im spowiedzi, co było formą represji wymierzonej przeciwko Kościołowi katolickiemu.
Andreas Faulhaber został aresztowany 5 września 1757 na podstawie zeznań dwóch dezerterów: Josepha Nentwiga i Johanna Georga Veitha, którzy zeznali zaraz po schwytaniu, że do dezercji namówił ich na spowiedzi ks. Faulhaber. Rozkaz schwytania kapłana wydali ówczesny komendant twierdzy kłodzkiej de la Motte-Foque i jego zastępca major d’O.
Po dwóch miesiącach procesu, 28 października, mimo iż nie przyznał się do winy, został skazany na śmierć przez króla pruskiego Fryderyka II Wielkiego. W trakcie procesu odmówiono mu prawa do obrońcy.
30 grudnia 1757 został powieszony bez sakramentów i z zakazem pogrzebania zwłok. Jego zwłoki wisiały ponad dwa lata, do czasu przybycia oddziałów austriackich. Jak wtedy stwierdzono, nie uległy one cudownie rozkładowi.

### Pogrzeb
Uroczysty pogrzeb odbył się 28 lipca 1760 w kościele pw. Wniebowzięcia NMP. Na nagrobku napisano:
Wielce czcigodny kapłan Andreas Faulhaber. Przez siedem lat pilny duszpasterz, syn i kapłan miasta Kłodzka. Więziony był haniebnie w tutejszej twierdzy, lecz chwalebnie przed nieprzyjacielem dochował wierności tajemnicy spowiedzi, przez co utracił życie na szubienicy 30 grudnia 1757 roku w wieku 44 lat. Odtąd znieważone wszystkie członki jego ciała nietknięte wisiały na powrozie przez dwa lata i siedem miesięcy. A powierzone ziemi przez armię austriacką, pochowane zostały w tym miejscu z należytą pobożnością 28 lipca 1760. Ufamy, że męka jego będzie wynagrodzona.

## Próby beatyfikacji
Od XVIII w. kilkakrotnie podejmowano próby beatyfikacji księdza Faulhabera, jednak były one przerywane m.in. w 1939 wybuchem II wojny światowej.